# Muance
Die Muance ist ein kleiner Fluss in Frankreich, der im Département Calvados in der Region Normandie verläuft. Sie entspringt im Gemeindegebiet von Saint-Sylvain, entwässert generell Richtung Nordnordost durch die Landschaft Pays d’Auge und erreicht schließlich das Feuchtgebiet entlang des Flusses Dives, das durch eine Vielzahl von Sumpfgebieten, Seen und künstlichen Wasserläufen geprägt ist. Nach insgesamt rund 19 Kilometern mündet die Muance an der Gemeindegrenze von Troarn und Saint-Pierre-du-Jonquet, gegenüber von Saint-Samson, als linker Nebenfluss in die Dives. Etwa 350 Meter vor der Mündung zweigt die Vieille Muance von der Muance ab, verläuft weitere drei Kilometer durch das Feuchtgebiet und erreicht schließlich bei Bures sur Dives die Dives.
Südlich von Argences quert die Muance die Bahnstrecke Mantes-la-Jolie–Cherbourg.

## Orte am Fluss
(Reihenfolge in Fließrichtung)
- Saint-Sylvain
- Fierville-Bray, Gemeinde Valambray
- Airan, Gemeinde Valambray
- Moult, Gemeinde Moult-Chicheboville
- Argences
- Rupierres, Gemeinde Saint-Pierre-du-Jonquet
- Janville